# Vila Medeiros
Vila Medeiros es un distrito ubicado en la zona nordeste de la ciudad de Sao Paulo, Brasil. Administrativamente pertenece a la subprefectura de Vila Maria. 

## Distritos limítrofes
- Jaçanã (norte)
- Municipio de Guarulhos (este)
- Vila Maria (sur)
- Vila Guilherme (oeste)